# Pithecia isabela
El saki de Isabel (Pithecia isabela) es una especie de mono saki, un tipo de mono del Nuevo Mundo. Es endémica de una pequeña porción del norte de Perú.

## Taxonomia
Las poblaciones de esta especie fueron clasificados anteriormente dentro del saki monje (P. monachus), pero un estudio de 2014 describió estas poblaciones como una especie distinta, P. isabela, basándose en su pelaje distintivo. La Sociedad Americana de Mamíferos, la Lista Roja de la UICN y el ITIS siguen todos esta clasificación.